# Хесин-Лурье, Роман Бениаминович
Роман Бениаминович Хесин-Лурье (также — Рувим Бениаминович (Вениаминович); 24 марта 1922, Москва — 16 июля 1985, там же) — советский биохимик и генетик, преподаватель высшей школы, член-корреспондент АН СССР (с 1974).

## Биография
Родился в Москве в еврейской семье, сын Бениамина Рувимовича (Вениамина Романовича) Хесина (1883—1955). Отец учёного был хирургом в уездном городе Елисаветграде Херсонской губернии, позднее профессором Первого Московского медицинского института., участником Великой Отечественной войны
Окончил Московский университет (1945). В 1945—1948 работал там же, в 1949—1953 — в Институте биологической и медицинской химии АМН СССР, в 1954—1956 — в Каунасском медицинском институте, в 1956—1959 — в Институте биофизики АН СССР, в 1959—1977 — в Радиобиологическом отделе Института атомной энергии им. И. В. Курчатова, с 1978 — в Институте молекулярной генетики АН СССР (зав. лабораторией молекулярных основ генетики).
Автор монографий «Биохимия цитоплазмы» (1960) и «Непостоянство генома» (1984).
В 1955 году подписал «Письмо трёхсот».
Урна с прахом захоронена в колумбарии Донского кладбища.

## Премии
- Государственная премия СССР (1982).
- Ленинская премия (1986, посмертно).

## Основные труды
- Хесин Р. Б. Биохимия цитоплазмы / Институт биологической физики АН СССР. — М.: Изд-во АН СССР, 1960. — 289 с.
- Хесин Р. Б. Непостоянство генома / Отв. ред. Ю. Н. Зограф, Б. А. Лейбович; Институт молекулярной генетики АН СССР. — М.: Наука, 1985. — 472 с. — 3000 экз.